# Семенкович, Владимир Николаевич
Семенкович, Владимир Николаевич  (1861–1932) — русский дворянин, военный инженер, этнолог и археолог, наиболее известный своей работой по исторической географии верхнедонских и окских народов, в которой он отождествил некоторые из Геродотовых племен с современными этносами Российской империи. Выступал за развитие русского Севера.

## Биография
Владимир Семенкович окончил Кронштадтское высшее военно-морское техническое училище в 1883 году и был направлен на Чесму офицером по инженерной части в звании лейтенанта Императорского Российского флота, прослужив до 1891 года. В 1891 году он вышел в отставку и в 1894 году купил имение Васькино в Серпуховском уезде Московской губернии. Почти в то же время Антон Чехов купил имение Мелихово, и они стали соседями более чем на 10 лет. Владимир Семенкович посвятил себя этнологии, археологии и этнографии, но сначала он стал известен как публицист после того, как написал ряд статей в газете «Московские ведомости», журналах «Русский архив», «Русское богатство», монографию «Север России в военно-морском и коммерческом отношениях», вышедшую в журнале «Русское обозрение» в 1894 году. После смерти поэта Афанасия Фета в 1892 году Семенкович стал распорядителем его литературного наследия, поскольку бабушка Владимира Николаевича приходилась сестрой Фета. Современники Семенковича вспоминали его энергичность и вспыльчивый нрав. Антон Чехов в шутку называл его «свирепым соседом».

## Этнологические исследования
Владимир Семенкович стал профессором и корреспондентом Московского археологического института (в 1920-х годах объединился с МГУ) 15 мая 1909 года. 5 ноября 1909 года он был зачислен почетным членом института, в сентябре 1910 г. -  действительным сотрудником и награждён Золотой медалью. В 1912 году Семенкович издал книгу заметок Пьера Мартена Ла Мартиньера (1637-1676) «Путешествие по скандинавским странам»,  и в том же году стал профессором и корреспондентом Университета Тулузы. В 1914 году он стал заведующим кафедрой исторической географии.

### Гелонцы и мордва
В 1913 году вышла монография Владимира Семенковича «Гелонцы и мордва».

## Благотворительность
Семенкович был директором Александрийского сиротского торгового училища для мальчиков и 1 января 1912 года за заслуги в деятельности Московского опекунского совета получил звание действительного статского советника.

## Семья
В 1887 году Владимир Семенкович женился на пианистке Евгении Телятниковой из купеческого звания, дочери севастопольского промышленника Михаила Телятникова. Евгения только что окончила Санкт-Петербургскую консерваторию. Супруги жили в Москве, посещали концерты, оперы, бывали в гостях у Фета, где участвовали в музыкальных вечерах. Лев Толстой и Евгений Боткин были среди многочисленных гостей. У Владимира и Евгении Семенкович было семеро детей: Варвара, Сергей, Всеволод, Екатерина, Вера, Наталья и Александр. Они развелись в 1904 году. Младший сын Александр Семенкович стал этнографом. В 1922 году окончил Крымский Таврический государственный университет имени Фрунзе по теме «Искусство крымских татар» (ныне находится в Севастопольском этнологическом музее). Он умер от туберкулеза в возрасте 25 лет.